# Associazione Sportiva Acireale 2001-2002
Questa pagina raccoglie le informazioni riguardanti l'Associazione Sportiva Acireale nelle competizioni ufficiali della stagione 2001-2002.

## Rosa
| N. |                   | Ruolo | Calciatore               |
| -- | ----------------- | ----- | ------------------------ |
|    | Italia (bandiera) | A     | Marco Alberio            |
|    | Italia (bandiera) | D     | Antonio Aloisi           |
|    | Italia (bandiera) | A     | Salvatore Amico          |
|    | Italia (bandiera) | A     | Pierfrancesco Battistini |
|    | Italia (bandiera) | A     | Lorenzo Bedin            |
|    | Italia (bandiera) | C     | Vincenzo Bevo            |
|    | Italia (bandiera) | D     | Giuseppe Bonanno         |
|    | Italia (bandiera) | C     | Vladimiro Caramel        |
|    | Italia (bandiera) | A     | Giuseppe Carbonaro       |
|    | Italia (bandiera) | C     | Emanuele Catania         |
|    | Italia (bandiera) | P     | Paolo Cavalieri          |
|    | Italia (bandiera) | D     | Alessandro Cicchetti     |
|    | Italia (bandiera) | D     | Giuseppe Cutrufello      |
|    | Italia (bandiera) | D     | Angelo Danotti           |

| N. |                     | Ruolo | Calciatore             |
| -- | ------------------- | ----- | ---------------------- |
|    | Italia (bandiera)   | A     | Marcello Lucio Direnzo |
|    | Italia (bandiera)   | D     | Fabio Femiano          |
|    | Italia (bandiera)   | C     | Salvatore Giardina     |
|    | Italia (bandiera)   | D     | Massimo Lo Monaco      |
|    | Italia (bandiera)   | C     | Livio Maranzano        |
|    | Colombia (bandiera) | C     | Jaime Leon Merito      |
|    | Italia (bandiera)   | D     | Francesco Montaldo     |
|    | Italia (bandiera)   | P     | Marco Onorati          |
|    | Italia (bandiera)   | P     | Nicola Pavarini        |
|    | Italia (bandiera)   | A     | Orazio Russo           |
|    | Italia (bandiera)   | C     | Danilo Stefani         |
|    | Italia (bandiera)   | D     | Andrea Suriano         |
|    | Italia (bandiera)   | C     | Roberto Travaglione    |